# Ptose mamária

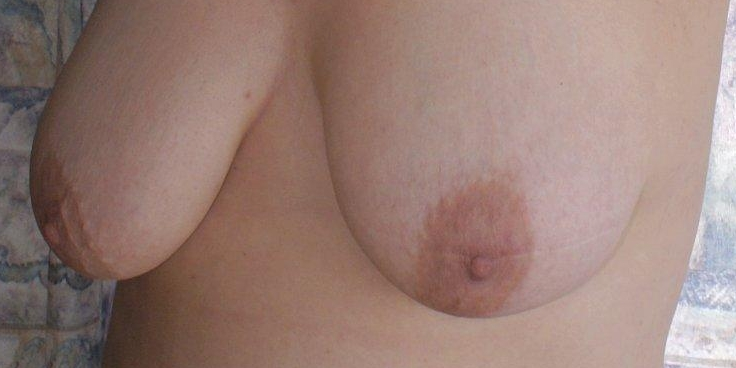
Mulher com ptose mamária

Ptose mamária, ou queda das mamas em mulheres, é uma consequência natural da perda progressiva de elasticidade das fibras da pele. Não é, portanto, um problema médico, mas, em vez disso, estético.
A ptose mamária afeta principalmente as mamas grandes, mas isso não significa que as mamas pequenas estão livres de tê-la. O fator determinante é a força e a elasticidade da pele.